# Bangkok Airways Open
Het Bangkok Airways Open was een golftoernooi in Thailand. 
Het toernooi maakte van 2005-2008 ook deel uit van de Aziatische PGA Tour en werd toen op de Santiburi Samui Country Club op het eiland Koh Samui gespeeld. Het prijzengeld was het laatste jaar US$ 300.000, hetgeen toen aangaf dat het een klein toernooi was.

## Winnaars
| Jaar | Winnaar             | Score | Score | Info                                      |
| ---- | ------------------- | ----- | ----- | ----------------------------------------- |
| 2005 | Wen-teh Lu po       | 277   | -7    | , play-off gewonnen van Thammanoon Srirot |
| 2006 | Chawalit Plaphol po | 281   | -3    | , play-off gewonnen van Rick Gibson       |
| 2007 | Lee Sung-man        | 268   | -16   |                                           |
| 2008 | Thaworn Wiratchant  | 271   | -13   |                                           |